# Agave nussaviorum
Agave nussaviorum är en sparrisväxtart som beskrevs av García-mend. Agave nussaviorum ingår i släktet Agave och familjen sparrisväxter.

## Underarter
Arten delas in i följande underarter:
- A. n. deltoidea
- A. n. nussaviorum